# 舊邁納區

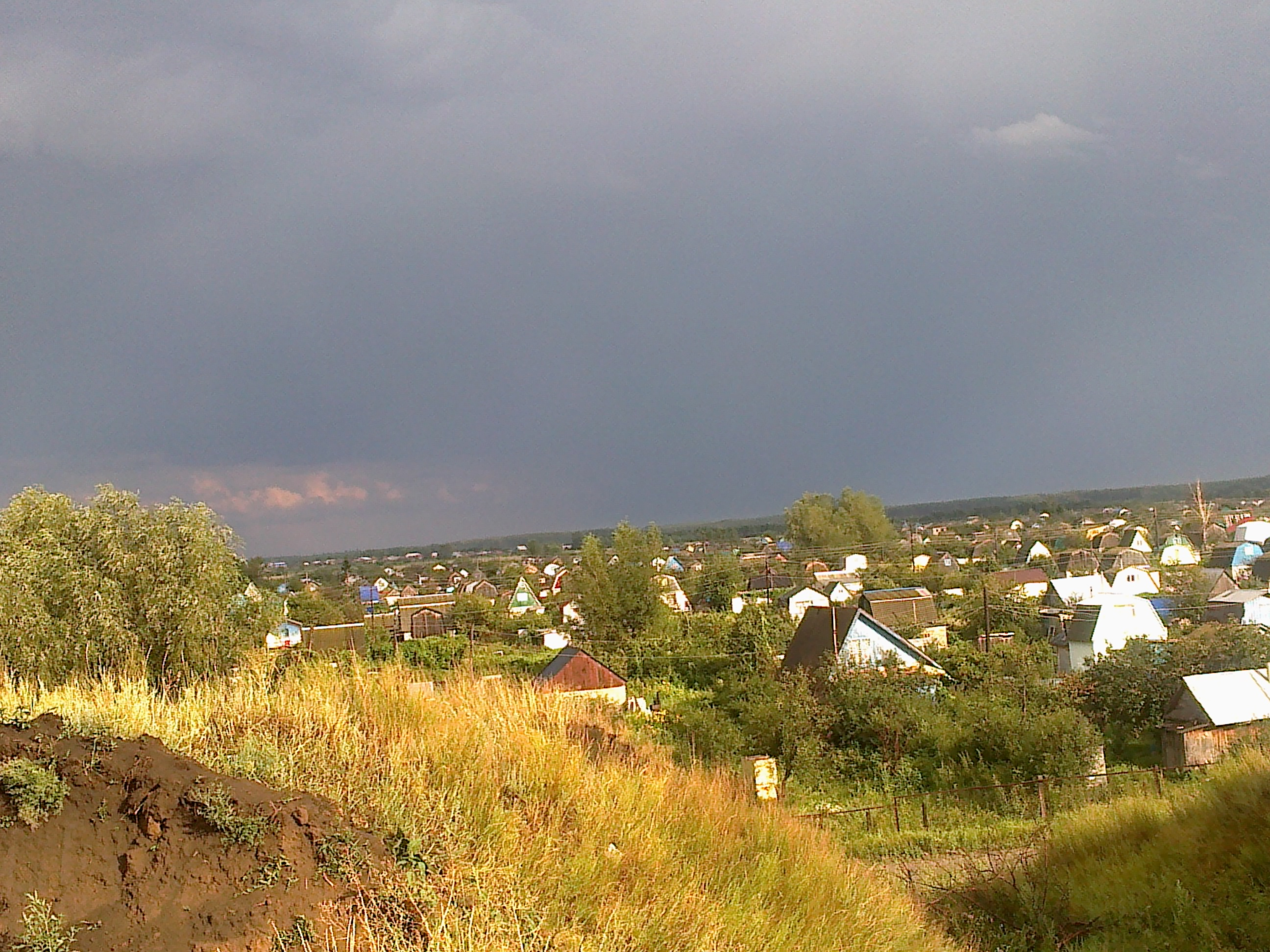

54°36′32″N 48°55′41″E / 54.60889°N 48.92806°E
舊邁納區（俄语：Старомайнский район），是俄羅斯的一個區，位於該國西南部，由烏里揚諾夫斯克州負責管轄，面積2,044.1平方公里，2010年人口18,132，人口密度每平方公里8.87人。